# Eglinger

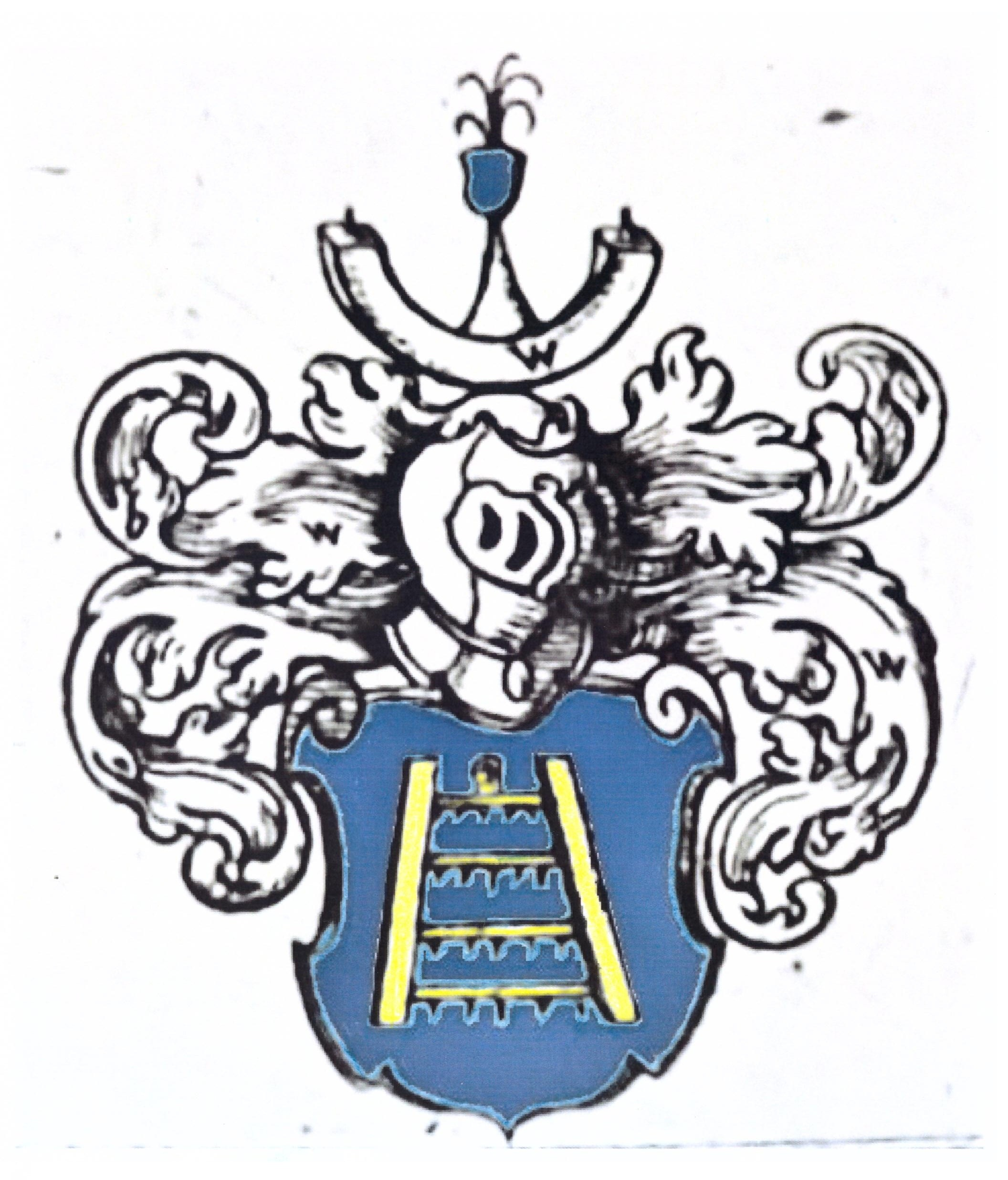
Wappen der Eglinger aus Siebmachers Wappenbuch 1605

Eglinger ist ein deutscher Familienname. Neben bürgerlichen Namensträgern gibt es auch Angehörige des Adelsgeschlechts der Eglinger.

## Namensträger
Eglinger ist der Familienname folgender Personen:
- Christoph Eglinger (15. Jahrhundert), Deutschordensbruder und Landvogt der Neumark
- Hanna Eglinger (* 1975), deutsche Skandinavistin
- Nikolaus Eglinger (1645–1711), Schweizer Physiker und Mediziner

## Herkunft
Ritterliche Herren von Eglingen
- Degenhard von Eglingen (erwähnt ab 1283)
- Rudolf von Eglingen (erwähnt ab 1314)
- Ulrich von Eglingen (erwähnt 1324)
- Heinrich von Eglingen (Vogt v. Eg. 1340–59)
- Jakob Eglinger (erwähnt 1420)
- Seitz von Eglingen (erwähnt 1446)
- Josue Eglinger (Vogt der Herrschaft Trochtelfingen erwähnt 1536)

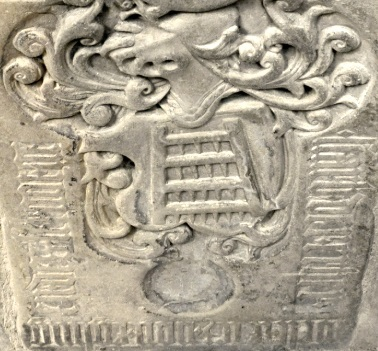
Steinplatte im Kreuzgang des Augsburger Dom zur Erinnerung an Seitz von Eglingen (1446)

Die Ritterlichen Herren der Herrschaft Eglingen führten eine Egge im Schild.
Rudolf von Eglingen (auch genannt als Rudolf von Stein) war mit Elisabeth „von deme Stein“, Tochter von Hainricus de Lapide, verheiratet. Elisabeth war später Stiftsfrau zu Reistingen (Gde. Ziertheim, Lkr. Dillingen a. d. Donau).
Weitere Eglinger sind:
- Conrad von Eglingen (erwähnt 1232 am Hof von  Mechthild von Württermberg)
- Christoph Eglinger, Deutschordensbruder und Landvogt der Neumark (erwähnt 1446, 1451)
- Georg Eglinger, Canonicus zu  Freising und Pfarrherr von Königsdorf (erwähnt 1441)[3]

Weitere frühe Generationen der Eglinger
- Bentz der Eglinger
- Balthasar Eglinger

In dem 1787 veröffentlichten Buch „Supplement zu dem Allgemeinen helvetisch- eidgenößischen oder schweizerischen Lexicon“ ist folgendes überliefert: „Dieses zu Basel blühende Geschlecht stammet aus Schwaben ab; und es ertheilte Kaiser Maximilian II. den drei Gebrüdern Mauriz, Georg, und Balthasar, Eglingeren von Waiblingen, den 9. April 1566 den Adelstand für sich und ihre Erben, und ein neues Wappen.“ Dieses neue Wappen ist aufwändiger gemalt, letztendlich ist aber auch hier eine Egge im Schild zu sehen.
Balthasar Eglinger heiratete bereits 1561 seine Frau Elisabeth. Aus dieser Ehe ging der Sohn Werner Eglinger  hervor, der 1568 geboren wurde. Nach seinem Studium in Tübingen stand Werner Eglinger zunächst als Hofrat in Sulzburg im Dienst des Markgrafen Georg Friedrich (Baden-Durlach), etwas später wurde er zum geheimen Rath und Oberamtmann in der Herrschaft Badenweiler ernannt, letztendlich zog Werner Eglinger dann nach Basel um, hierzu heißt es im schweizerischen Lexikon: „1609 ward Werner Eglinger, J. U. L. markgräflich- badendurlachischer geheimer Rath, und Oberamtmann zu Badenweiler, wegen wichtigen Diensten, so er dem Stande Basel geleistet, nebst zwei seiner Söhnen mit dasigem Bürgerrechte beehret. 1615 begab er sich mit seinem ganzen Hauswesen dahin“ Werner Eglinger heiratete 1598 Sara Brand, mit ihr hatte er 8 Kinder. Bekannt geworden sind die drei Söhne: A) Samuel, geb. 1604, er wurde Apotheker in Basel. B)  Hans Friedrich, geb. 1608, wurde auch Apotheker und erlangte das Bürgerrecht zu Basel um 1636. C) Johann Heinrich Eglinger, geb. den 20. Jen. 1610, er wurde 1638 Salzschreiber in Basel und 1648 Mitglied des großen Rats.
Eine Tochter und zwei Söhne von Johann Heinrich Eglinger sind bekannt geworden: A) Sara Eglinger, geb. 1643, sie heiratete 1666 Peter Sarasin. Sara Eglinger starb im Jahr 1678, im Basler Münster ist eine Grabplatte von Peter Sarasin, Sara Eglinger und Catharina Gottfried bis heute erhalten geblieben. B) Nikolaus Eglinger, geb. 1645, er wurde Professor und Rektor an der Universität Basel, C) Werner Eglinger (1652–1724), er hat sich zu Frankfurt niedergelassen. Er heiratete Jakobea  Vermehren (1653–1726) und begründete damit die neue deutschen Linie.
Einige Nachfahren aus der neuen deutschen Linie möchten wir hier noch kurz erwähnen: Wernhard David Eglinger (1778–1855) hatte eine kinderreiche Ehe mit seiner Frau Johannetta Dorothea Carolina Friederike Lichtenberger (1785–1862), bekannt geworden sind der Sohn Johann Philipp Wilhelm Eglinger (1812–1876) und die Tochter Caroline Eglinger (1813–1893). Johann Philipp Wilhelm Eglinger war Justizrat und königlicher Notar zu Köln. Hier gibt es einige erhaltene Urkunden (z. B. in der Gesetz-Sammlung für die Königlichen Preußischen Staaten vom Jahr 1853, im Amtsblatt für den Regierungsbezirk Düsseldorf 1854, im Königlich Preußischer Staats-Anzeiger 1856, im Amtsblatt für den Regierungsbezirk Köln 1861). Caroline Eglinger war mit Wilhelm Wilhelm Gustav Dyckerhoff (1805–1894) verheiratet. Aus dieser Ehe gingen die Tochter Bertha und die Söhne Gustav, Hermann, Rudolf, Eugen und Carl Dyckerhoff hervor.